# Калакуцкий, Лев Владимирович
Лев Влади́мирович Калакуцкий (11 мая 1932 — 8 ноября 2020) — советский и российский микробиолог, член-корреспондент АН СССР (1987) и РАН(1991), лауреат премии имени С. Н. Виноградского (1983).

## Биография
Родился 11 мая 1932 года.
В 1955 году окончил биолого-почвенный факультет МГУ и работал в Институте микробиологии (ученик Н. А. Красильникова).
В 1961 году защитил кандидатскую, а в 1970 году — докторскую диссертацию.
С 1976 года работал в Институте биохимии и физиологии микроорганизмов (Пущино, с 1981 заведующий отделом «Всероссийская коллекция микроорганизмов»).
С 1972 по 1984 годы — профессор МГУ.
С 1989 по 1993 годы — президент Европейской организации коллекций культур.
С 1993 года — профессор Пущинского государственного университета.
Жена — Лариса Павловна Калакуцкая (1930—1994), лингвист.
Умер 8 ноября 2020 года. Прах захоронен на Введенском кладбище Москвы (11 уч.).

## Научная деятельность
Специалист в области систематики, изменчивости и экологии прокариот. Внёс существенный вклад в изучение актиномицетов, взаимодействия их с другими организмами. Исследовал анаэробные микробиологические процессы в почве.
Руководитель работ по созданию «Объединённого каталога российских коллекций непатогенных микроорганизмов».
Председатель диссертационного совета при Институте биохимии и физиологии микроорганизмов РАН, член совета при Институте микробиологии РАН.
Член редколлегий журналов «Микробиология» и «Успехи современной биологии» РАН. Периодически — член различных комиссий и экспертных групп.
Автор и соавтор свыше 220 статей и обзоров, опубликованных в авторитетных российских и зарубежных изданиях.

## Основные работы
- Развитие актиномицетов. М., 1977 (совм. с Н. С. Агре).

## Награды
- Премия имени С. Н. Виноградского (1983) — за цикл работ «Актиномицеты в приспособлении к среде и эволюции»